# Кућа слобода
Кућа слобода (итал. Casa delle Libertà, CdL) је била италијанска центро-десничарска политичка коалиција, коју је водио Силвио Берлускони.

## Историја

### Пол за слободе
Ова коалиција је основана уочи општих избора 1996. године под именом Пол за слободе, као наставак десничарских коалиција Пол слободе и Пол доброг управљања, које су појавиле на изборима 1994.
Коалицију су 1996. чинили:
- Напред Италијо
- Национална алијанса
- Хришћанско-демократски центар
- Уједињени хришћански демократи

Коалиција је изгубила изборе од центро-левичарске коалиције Маслина и прешла је у опозицију од 1996. све до 2001.

### Избори 2001. и Берлусконијеве владе
Уочи избора 2001. коалиција се проширила и променила назив. Њени чланови су били:
- Напред Италијо, Берлусконијева либерална странка.
- Национална алијанса, национални конзервативци.
- Северна лига, регионалисти и сепаратисти са севера Италије.
- Унија демохришћана и центра, хришћанске демократе.
- Нова Италијанска социјалистичка партија, социјалдемократе и либерали.
- Италијанска републиканска странка.

ЦдЛ је победила са 45,6% гласова и саставила владу (2001-2005) на челу са Силвијем Берлусконијем. 2005. после пада прве владе направљена је нова која је трајала до избора 2006.

### Пораз на изборима 2006. и крај коалиције
Изборна кампања 2006. је била једна од најзапаљенијих у политичкој историји Италије. Берлускони и ЦдЛ су се представили након 5 година непрекидне владавине и морали су показати све резултате постигнуте током мандата. На другој страни Романо Проди лидер Уније као лидер опозиције инсистирао је на негативна постигнућа Берлусконијеве владе.
На изборима у Дому посланика за само 24.755 гласа ЦдЛ је поражена од Уније, која добија већину посланика. У Сенату ЦдЛ побеђује са 49,6% али не успева да освоји већину сенаторских места.
Након изборног пораза ЦдЛ прелази у опозицију. Крајем 2007. и почетком 2008. коалиција се распала и уместо ње је створена нова велика партија десног центра под називом Народ слободе, у коју су ушли Напред Италијо и Национална алијанса.